# Kíiv-Pasajyrskyi
Kíiv-Pasajyrskyi és una estació de tren  de passatgers de classe extra del ferrocarrils del sub-oest, l' estació de tren principal de Kíiv. Forma part del nucli ferroviari de Kíiv. Les tres estacions de ferrocarril de les estacions Centralniy, Pivdenny i Primisky donen servei a tots els trens de llarga distància i trens de rodalies en direcció a Fàstiv, Korosten, Nijin, Yahotyn i Myrónivka. Segons la naturalesa del treball, és l'única estació de ferrocarril de passatgers del ferrocarrils del sud-oest.
El transport de passatgers a l'estació s'ofereix principalment a través de l' estació de metro "Vokzalna", així com amb el tren elèctric de la ciutat (KME), el tramvia d'alta velocitat, el troleibús, el tramvia i les rutes d'autobús.
El 2014, el flux de passatgers de l'estació era de 6,3 milions de persones/any. El 2018, l'estació central de trens es va convertir en l'estació més concorreguda d'Ucraïna, donant servei a 23,4 milions de passatgers de llarga distància (11,6 milions d'embarcament i 11,7 milions d'embarcament).
A principis de 2019, el ministre d'Infraestructures d'Ucraïna, Volodymyr Omelyan, va anunciar que està previst que l'estació de tren sigui lliurada a una concessió per un període de 20 anys. El projecte pilot hauria de ser l'estació central de trens de Kíev no abans del 2020. Segons l'"Atles d'inversions d'Ucraïna", l'estació de l'estació "Kíiv-Pasajyrskyi" dona servei anualment a 23,5 milions de passatgers, la seva superfície total és de 407 mil m², l'àrea total llogada és de 236 mil m².

## Història i arquitectura
L'estació de ferrocarril de Kíiv va ser construïda el 1868-1870 per donar servei als ferrocarrils  Kíiv—Balta i Kíiv—Kursk, la construcció del qual es va acabar  el 1870. El 1868, el ferrocarril va arribar a la riba esquerra del riu Dnipro, però s'estava construint un pont sobre el Dnipro sota el lideratge de l'enginyer Amand Struve durant dos anys més. L'estació es trobava llavors a la vall del riu Lybid, al lloc dels assentaments de soldats.

Projectes d'estació
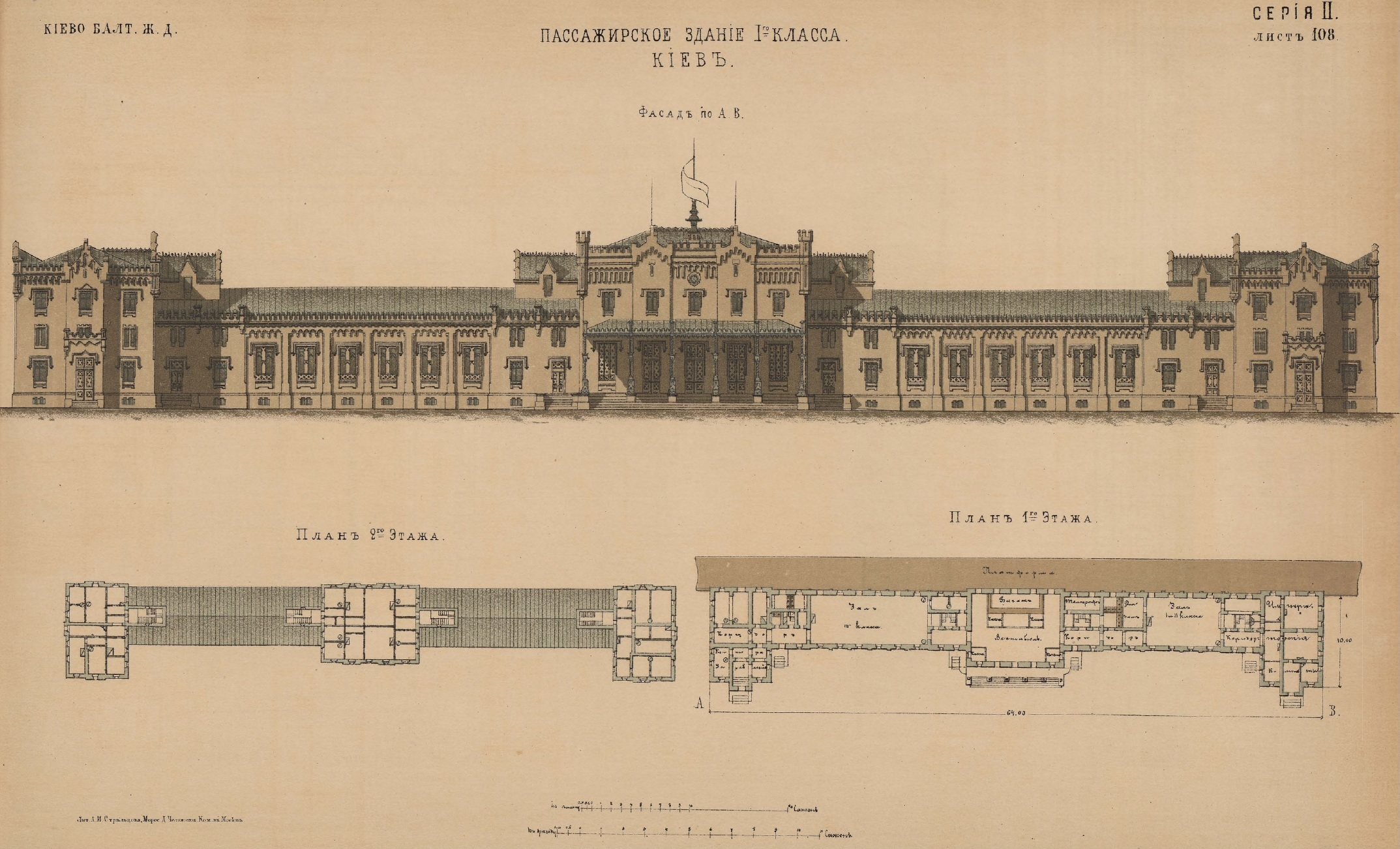
arquitecte Ivan Vishnevskyi
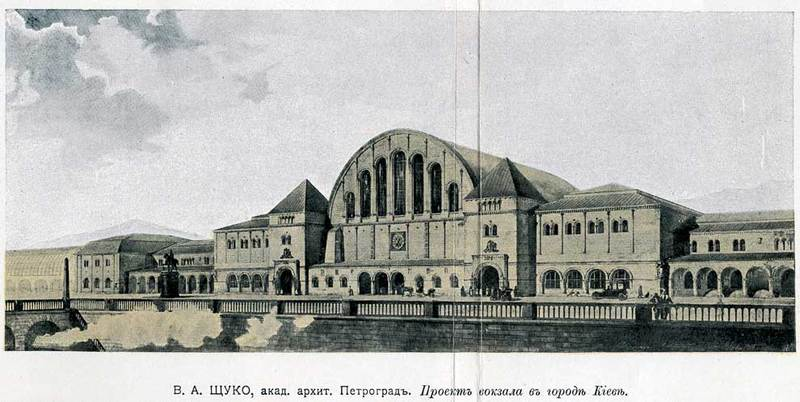
arquitecte Volodymyr Shchuko

El primer tren de Kursk a l'estació de Kíiv-Pasajyrskyi va arribar el 18 de febrer (2 de març de 1870 ).
El 1950, l'estació va ser electrificada amb corrent continu (=3 kV) com a part de la línia Kíiv—Boyarka, per la qual van començar a circular els primers trens elèctrics suburbans. El 1957, la direcció Brovary va ser electrificada. El 1967, l'estació es va canviar amb tota la línia a corrent altern (~25 kV), les primeres locomotores elèctriques de passatgers TxS4 van començar a arribar al dipòsit de locomotores de Kíiv-Pasajyrskyi, que va substituir les locomotores de vapor i les locomotores dièsel, i suburbanes. el transport es va traslladar als trens elèctrics ER9.